# Lampazos de Naranjo
Lampazos de Naranjo é um município do estado de Nuevo León, no México. 
Em 2005, o município possuía um total de 4.428 habitantes.